# Genie Espinosa
Genie Espinosa (Barcelona, 1984) és una il·lustradora, autora de còmics i muralista de Barcelona.
Ha treballat tant per a publicacions editorials (Das Magazine, Die Zeit, Time Out, Ara, Vice, Wired, Refinery29…) com per a diferents clients com ara Apple, Sony, Nike, Spotify, Wetransfer i Klarna, entre d'altres. El seu estil es caracteritza per una paleta de colors forta, perspectives exagerades i personatges no normatius excessivament grans que no demanen perdó per l’espai que ocupen.
Les seves il·lustracions, d’aparença amable i gentil, de vegades tenen un rerefons fosc i gairebé sempre una doble lectura. Entre els seus darrers treballs destaca la portada del senzill Mafiosa de la cantant Nathy Peluso i el llançament de la seva primera novel·la gràfica Hoops (Sapristi, març del 2021), on en un futur (dis/u)- tòpic tres amigues d’extraradi cauen sense voler en un forat interdimensional del qual no podran sortir sense descobrir abans els secrets d'aquest nou indret i lluitar amb els seus propis monstres. Per aquesta novel·la gràfica se li ha concedit el premi Miguel Gallardo a l'autora revelació del 40è Saló del Còmic de Barcelona i el premi Ojo Crítico de RNE de còmic 2021. Coordina el fanzine Raras (2019) i Muy raras (2020), on autopublica una tria d’autores, il·lustradores, escriptores en que se cerca l’exaltació del talent femení multidisciplinari (llista de millors còmics del 2020 segons The Comics Journal).
El 2023 publica la seva primera novel·la gràfica en català: Tauró blanc, que tracta de la pèrdua emocional d'un familiar.

## Premis i reconeixements
- 2022 - Premi Miguel Gallardo a l'autora revelació pel còmic Hoops.[5]

## Obra (selecció)
- Hoops (en castellà).  Sapristi, 2021. ISBN 978-8412128253.
- Tauró Blanc.  Editorial Finestres, 2023. ISBN 978-8419523105.